# 92A busz (Debrecen)
A debreceni 92A jelzésű éjszakai autóbusz a Nagyállomás és az Auguszta között közlekedett körforgalomban teszt jelleggel. Útvonala során érintette a belvárost, az Egyetemet és a Főnix Csarnokot.

## Története
A vonalat 2018. július 6-án indították el kísérleti jelleggel öt nyári hétvégén és szeptember közepén a korábbi szolgálati járatok meghirdetésével. Július 21-én és 22-én, a Campus Fesztivál ideje alatt nem közlekedett, ekkor „C” jelzésű éjszakai járatok vehetőek igénybe. Július 27-étől a Tócóskertet nem érintette.
Szeptember 19-étől 22-éig újra közlekedett, változatlan paraméterekkel. A 2018. november 1-jétől érvényes éjszakai menetrendben már nem szerepel.

## Útvonala
| Nagyállomás → Csokonai Színház → Auguszta → Főnix Csarnok → Csokonai Színház → Nagyállomás |
| --- |
| Nagyállomás vá. – Piac utca – Kossuth utca – Burgundia utca – Rákóczi utca – Hunyadi János utca – Mester utca – Csemete utca – Dózsa György utca – Füredi utca – Böszörményi út – Békessy Béla utca – Móricz Zsigmond út – Pallagi út – Klinikák – Nagyerdei körút – Egyetem sugárút – Füredi út – Bem tér – Hadházi út – Zákány utca – Kassai út – Csapó utca – Rákóczi utca – Hunyadi János utca – Bethlen utca – Tisza István utca – Széchenyi utca – Piac utca – Petőfi tér – Nagyállomás vá. |

## Megállóhelyei
Az átszállási kapcsolatok között csak az 1 órán belül elérhető járatok vannak feltüntetve.
| 0  | Nagyállomás végállomás               |                      |
| 2  | Petőfi tér                           | 90Y, Airport2        |
| 2  | Piac utca                            | 90Y, Airport2        |
| 3  | Csokonai Színház                     | 90Y                  |
| 4  | Burgundia utca                       |                      |
| 4  | Rákóczi utca                         | 90Y                  |
| 6  | Kölcsey Központ (Hunyadi János utca) | 90Y                  |
| 7  | Csemete utca                         | Airport2             |
| 8  | Dózsa György utca                    | Airport2             |
| 8  | Malompark                            | Airport2             |
| 9  | Jerikó utca                          |                      |
| 9  | Füredi út                            |                      |
| 10 | Kertváros                            |                      |
| 11 | Agrártudományi Centrum               |                      |
| 12 | Csokonai Vitéz Mihály Gimnázium      |                      |
| 12 | Sportkollégium                       |                      |
| 14 | Auguszta                             |                      |
| 15 | Pallagi út                           |                      |
| 15 | Szociális Otthon                     |                      |
| 16 | Klinikák                             |                      |
| 17 | Egyetem tér                          |                      |
| 18 | Nagy Lajos király tér                |                      |
| 19 | Bem tér                              |                      |
| 20 | Homok utca                           |                      |
| 20 | Hadházi út                           |                      |
| 21 | Sportuszoda                          |                      |
| 22 | Főnix Csarnok                        |                      |
| 23 | Laktanya utca                        |                      |
| 23 | Árpád tér                            |                      |
| 24 | Bercsényi utca                       | 90Y                  |
| 24 | Berek utca                           | 90Y                  |
| 26 | Burgundia utca                       | 90Y                  |
| 27 | Csokonai Színház                     | 2 90Y                |
| 27 | Kistemplom                           | 2 90Y, Airport2      |
| 29 | Petőfi tér                           | 2 90Y, Airport2      |
| 31 | Nagyállomás végállomás               | 2 90Y, 91Y, Airport2 |